# Elisabeth Micheler-Jones
Elisabeth Micheler-Jones (Augsburgo, 30 de abril de 1966) es una deportista alemana que compitió para la RFA en piragüismo en la modalidad de eslalon.
Participó en los Juegos Olímpicos de Barcelona 1992, obteniendo una medalla de oro en la prueba de K1 individual. Ganó 4 medallas en el Campeonato Mundial de Piragüismo en Eslalon entre los años 1987 y 1995, y una medalla de plata en el Campeonato Europeo de Piragüismo en Eslalon de 1996, en la prueba de K1 por equipos.

## Palmarés internacional
| Representando a la RFA   |                               |                   |                |
| Campeonato Mundial       |                               |                   |                |
| Año                      | Lugar                         | Medalla           | Competición    |
| 1987                     | Bourg-Saint-Maurice (Francia) | Medalla de oro    | K1 por equipos |
| 1987                     | Bourg-Saint-Maurice (Francia) | Medalla de bronce | K1 individual  |
| Representando a Alemania |                               |                   |                |
| Juegos Olímpicos         |                               |                   |                |
| Año                      | Lugar                         | Medalla           | Competición    |
| 1992                     | Barcelona (España)            | Medalla de oro    | K1 individual  |
| Campeonato Mundial       |                               |                   |                |
| Año                      | Lugar                         | Medalla           | Competición    |
| 1991                     | Tacen (Yugoslavia)            | Medalla de oro    | K1 individual  |
| 1995                     | Nottingham (Reino Unido)      | Medalla de bronce | K1 por equipos |
| Campeonato Europeo       |                               |                   |                |
| Año                      | Lugar                         | Medalla           | Competición    |
| 1996                     | Augsburgo (Alemania)          | Medalla de plata  | K1 por equipos |